# Juan Gracia Zazueta
Juan Gracia Zazueta   (Quiriego, 18 d'abril de 1901 - Ciudad Obregón, 13 d'octubre de 1981) va ser un jugador de polo mexicà que va prendre part en els Jocs Olímpics de Berlín, on guanyà la medalla de bronze en la competició de polo. Compartí equip amb Julio Mueller, Antonio Nava i Alberto Ramos.